# 哲威王
調（？—前925年），是古朝鲜之箕子朝鲜的君主，子姓。东史年表认为在位於前943年至前925年，諡號哲威王（韓語：철위왕），後王位由兒子索繼承。